# PDP-7

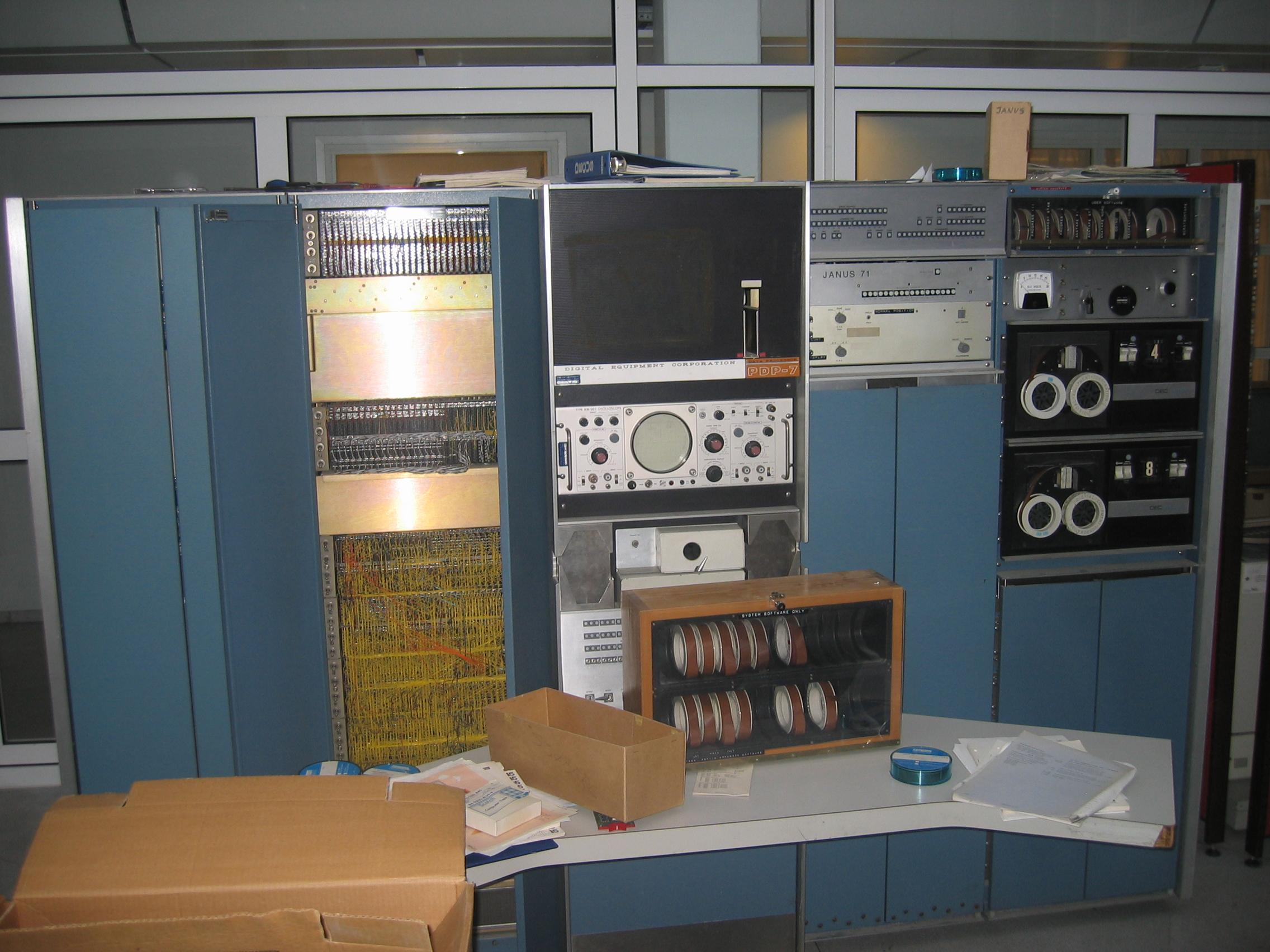
Komputer PDP-7 znajdujący się w Oslo

PDP-7 – minikomputer wyprodukowany w Digital Equipment Corporation. Ukazał się na rynku w roku 1965, kosztował wtedy około 72000 dolarów. Jak na tamte czasy posiadał dużą moc obliczeniową i był stosunkowo tani. PDP-7 to trzecia z 18-bitowych maszyn firmy Digital, posiadająca zasadniczo tę samą architekturę zestawu instrukcji co PDP-4 i PDP-9.
W 1969 r. Ken Thompson i Dennis Ritchie napisali w asemblerze pierwszego Uniksa na komputery PDP-7. 
Obecnie w Oslo znajduje się projekt, w którym uczestniczą w pełni sprawne tego typu komputery.